# James Harkness (mathématicien)
Pour l’article homonyme, voir James Harkness.
James Harkness (1864–1923) est un mathématicien canadien. 

## Biographie
Il est né à Derby, en Angleterre, et formé au Trinity College de Cambridge avec un BA en 1885 et un MA en 1889. Arrivé tôt aux États-Unis, il est lié au Collège Bryn Mawr de 1888 à 1903, pendant les sept dernières années en tant que professeur de mathématiques.
En 1903, il est nommé professeur Peter Redpath de mathématiques pures à l'Université McGill, Montréal, Québec.
Harkness est pendant un certain temps vice-président de l'American Mathematical Society et éditeur associé de ses Transactions, est élu membre de la London Mathematical Society et, en 1908, devient membre de la Société royale du Canada. Il publie, avec Frank Morley, deux traités sur la théorie des fonctions, et collabore à l'article "Fonctions elliptiques", dans l' Encyclopédie allemande des mathématiques (1914-15).